# Edgard Tytgat

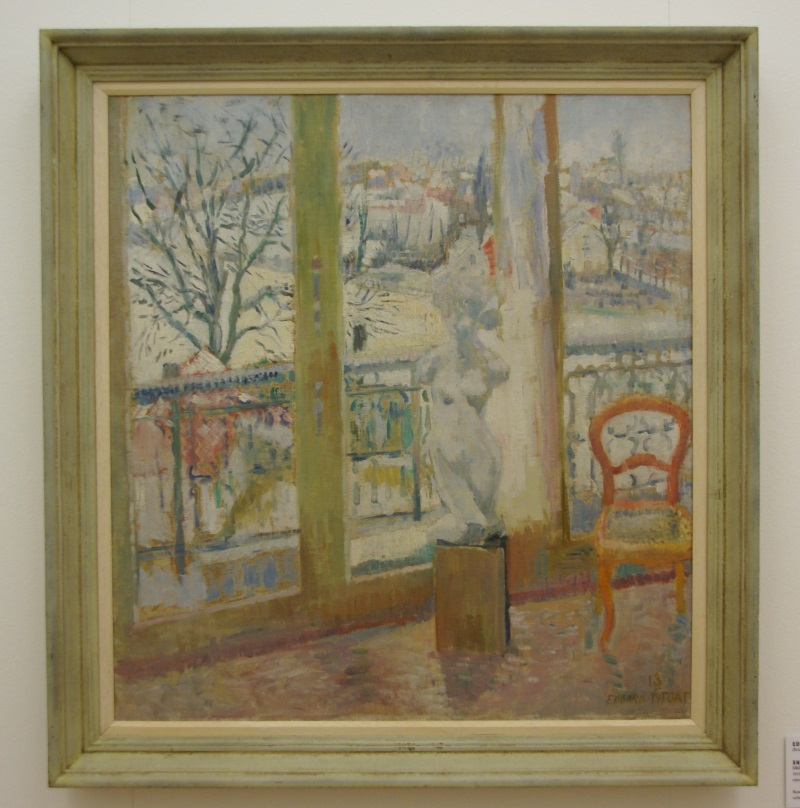
"Sneeuweffect te Watermael" door Edgard Tytgat, 1913. Collectie Museum De Fundatie, Zwolle.

Edgard Tytgat (Brussel, 28 april 1879 - Sint-Lambrechts-Woluwe, 11 januari 1957) was een Belgisch expressionistisch kunstschilder, boekbandontwerper en graficus.

## Leven en werk
Tytgat groeide op in Brugge en in Brussel. Vanaf 1897 studeerde hij aan de Academie voor Schone Kunsten in Brussel. Hij werd er beïnvloed door het fauvisme en het postimpressionisme. Zoals veel van zijn Vlaamse collega's schilderde Tytgat aanvankelijk onder invloed van Paul Cézanne, Pierre Bonnard en Ambroise Vollard in een impressionistische stijl. Pas na de Eerste Wereldoorlog ontwikkelde hij de stijl waarmee hij bekend geworden is. Tytgat sloot zich aan bij de Brabantse fauvisten die zich verenigd hadden rondom Rik Wouters.
Tijdens de Eerste Wereldoorlog verbleef hij in ballingschap te Londen. Daarna vestigde hij zich in de omgeving van Brussel. Zijn schilderwijze evolueerde naar een meer persoonlijke, door het expressionisme en volksprenten uit de 18e en 19e eeuw geïnspireerde stijl. Tytgats favoriete onderwerpen waren het circus, kermissen (met name carrousels), naakten en interieurs. Zijn onderwerpen vond hij in zijn directe omgeving: Brussel, Nijvel en later in Sint-Lambrechts-Woluwe, waar hij vanaf 1924 woonde. In de stijl van Tytgat is de invloed van primitieve volkskunst duidelijk aanwezig. Aan het einde van zijn leven keerde hij zich af van de volkse onderwerpen en schilderde hij meer fantasie-achtige taferelen.
Vanaf 1920 hoorde Tytgat tot de groep van Vlaamse expressionisten rond het tijdschrift Sélection. Zijn werk uit die periode toont de invloed van Gustaaf De Smet.
Naast schilderijen maakte Tytgat ook veel etsen, houtsnedes en boekillustraties, waarbij hij soms zijn eigen teksten schreef.

## Tentoonstellingen
- 1954, Salle de la Bourse, Charleroi, Retrospective Edgard Tijtgat, Cercle Royal Artistique et Littéraire de Charleroi, XXVIIIe Salon, (20/3 - 8/4) (cat. 29-123, 9 zw/w fab.)